# Бург Ашар
Бург Ашар (фр. Bourg-Achard) насеље је и општина у северној Француској у региону Горња Нормандија, у департману Ер која припада префектури Берне.
По подацима из 2011. године у општини је живело 3031 становника, а густина насељености је износила 246,02 становника/km². Општина се простире на површини од 12,32 km². Налази се на средњој надморској висини од 142 метара (максималној 144 m, а минималној 94 m).

## Демографија
| 1962. | 1968. | 1975. | 1982. | 1990. | 1999. | 2011. |
| ----- | ----- | ----- | ----- | ----- | ----- | ----- |
| 1.393 | 1.564 | 1.793 | 2.009 | 2.255 | 2.517 | 3.031 |

График промене броја становника у току последњих година